# Lepic gróf és lányai
A Lepic gróf és lányai Edgar Degas alkotása, amely a zürichi E. G. Brühle-alapítvány (Stiftung Sammlung E. G. Bührle) gyűjteményének része.

## Keletkezése
A festményen Ludovic-Napoléon Lepic és két lánya, Eylau és Jeanine látható. A férfi Louis Lepic tábornok unokája volt, aki I. Napóleon francia császár alatt szolgált. Lepic maga is festő volt, részt vett az impresszionisták első két kiállításán. Barátságban volt Degas-val, akit társasági és nem művészi körökben ismert meg. Lepic legalább négy Degas-festménynek volt modellje. Egyik alkotáson, szintén két lányával, a Concorde téren sétál.
A festmény magán hordozza az impresszionizmus több stílusjegyét: láthatóan nagyon gyorsan készült, az olajfesték szinte vízfestéknek tűnik a képen, Lepic arcának kidolgozottsága hevenyészett. Az egész alkotás inkább hasonlít egy gyors vázlatra, mint befejezett alkotásra.
2008. február 10-én három maszkos férfi kirabolta az E. G. Brühle-alapítványt. A nagy bemutatóteremből négy impresszionista alkotást, köztük a Lepic gróf és lányait vitték el. A Degas-festményre 2012. április 11-én bukkantak rá a rendőrök Belgrádban. A kép több helyen berepedt.